# 村松泰子
村松 泰子（むらまつ やすこ、1944年(昭和19年)5月2日 - ）は、日本の社会学者、東京学芸大学名誉教授。専門は社会学、女性学、メディア・コミュニケーション論。

## 来歴
1967年東京大学文学部社会学科卒業、NHK放送文化研究所に勤務。1984年上智大学大学院文学研究科博士後期課程単位取得退学。1991年東京学芸大学教授、副学長、2010年学長。2014年退任、名誉教授。

## 著書
- 『テレビドラマの女性学』創拓社、1979

### 共編著
- 『エンパワーメントの女性学』村松安子共編 有斐閣選書、1995
- 『女性の理系能力を生かす 専攻分野のジェンダー分析と提言』編 日本評論社、1996
- 『女性のパソコン利用と情報社会の展望』宮田加久子共編著 中村雅子、江利川滋著 富士通経営研修所、1997
- 『メディアがつくるジェンダー 日独の男女・家族像を読みとく』ヒラリア・ゴスマン共編新曜社、1998
- 『理科離れしているのは誰か 全国中学生調査のジェンダー分析』編　日本評論社、2004
- 『学校教育の中のジェンダー 子どもと教師の調査から』直井道子共編 日本評論社、2009
- 『高校の「女性」校長が少ないのはなぜか 都道府県別分析と女性校長インタビューから探る』河野銀子共編著 村上郷子、高野良子、池上徹、木村育恵、田口久美子、杉山二季共著 学文社、2011

### 翻訳
- ラモーナ・R.ラッシュ,ドナ・アレン編『新しいコミュニケーションとの出会い ジェンダーギャップの橋渡し』編訳 垣内出版、1992

## 参考
- [ISBN　978-4-7620-2221-0]
- 東京学芸大学